# Navigazione Libera Triestina
Libera Navigazione Triestina è stata una società fondata nel 1906 a Trieste, allora città dell'Impero austro-ungarico che gestiva servizi di trasporto merci in tutto il mondo.

## Storia
Nel 1918 al termine della prima guerra mondiale, con il passaggio di Trieste all'Italia, la compagnia con la relativa flotta passarono sotto la bandiera italiana.
A partire dal 1921 la compagnia istituì un servizio passeggeri di linea per New York e nel 1927 venne avviato un servizio di linea da Genova e Napoli per il Golfo del Messico.
Nel 1937, dopo che nell'ambito dell'IRI era stata costituita la Finmare per un progetto statale di riorganizzazione e razionalizzazione dei servizi marittimi, la società venne sciolta e la flotta e i servizi divisi tra Italia - Società di Navigazione e Lloyd Triestino.